# 전쟁기념사업회
전쟁기념사업회는 전쟁에 관한 자료를 수집 보존하고, 전쟁의 교훈을 통하여 전쟁의 예방과 조국의 평화적 통일을 이룩하는데 이바지할 목적으로 1989년 1월 설립된 대한민국 국방부 산하 기타공공기관이다. 이를 위해 전쟁기념관을 건립 운영하고 호국항쟁 및 6.25전쟁사의 중심 기관화를 위한 학예연구 활동과 안보 교육사업을 수행하고 있다. 서울특별시 용산구 이태원로 29(용산동 1가)에 있다.

## 연혁
- 1989년 1월: 전쟁기념사업회 창립

## 조직
- 사업단
  - 시설사업팀

### 전쟁기념사업회장
- 임원실
- 감사실

#### 사무총장
- 기획부
  - 기획팀
  - 중장기사업팀
- 학예부
  - 학예연구팀
  - 유물관리팀
  - 전시개선팀
- 고객지원부
  - 안내해설팀
  - 전시운영팀
- 교육홍보부
  - 교육팀
  - 홍보팀
- 관리부
  - 인사팀
  - 시설관리팀
- 어린이박물관
  - 운영팀